# Alfred Haines
Alfred Haines (Evesham, 1898 – vicino ad Asiago, 10 agosto 1918) è stato un aviatore inglese.
Il tenente Alfred John Haines, insignito della Distinguished Flying Cross (Regno Unito) fu un Asso dell'aviazione della prima guerra mondiale inglese accreditato con sei vittorie aeree.

## Biografia
Haines è entrato a far parte del Royal Flying Corps come cadetto, è stato nominato temporaneamente sottotenente (in prova) il 14 luglio 1917 e confermato al suo rango il 26 settembre.
Fu assegnato al No. 45 Squadron RFC in Italia, sui Sopwith Camel. Ha ottenuto la sua prima vittoria il 4 febbraio 1918, distruggendo un Albatros D.V su Susegana. Il 7 giugno incendiò due Albatros D.III su Arsiero. Ha poi abbattuto un Aviatik su Grigno il 23 luglio; infine, il 29, ha abbattuto due Phönix D.I austro-ungarici su Prata di Pordenone. Il 10 agosto 1918, stava volando a 10 000 piedi prese un colpo diretto dal cannone antiaereo. Il suo corpo cadde nella "Terra di nessuno". I militari dell'Impero austro-ungarico riportarono il suo corpo sotto la bandiera della tregua.
È sepolto nel cimitero comunale di Montecchio Precalcino.
Haines fu insignito della Distinguished Flying Cross (Regno Unito), che fu proclamata postuma sulla Gazzetta il 21 settembre 1918. La sua citazione recitava:
Tenente Alfred John Haines
Negli ultimi tre mesi questo pilota molto galante ha abbattuto cinque aerei nemici ed all'inizio dell'anno ne ha abbattuto un altro. Fu ucciso in azione il 10 agosto 1918.